# Conclaaf van 1492
Het conclaaf van 1492 vond plaats tussen 6 augustus 1492 en 11 augustus 1492 en was bijeengeroepen om een opvolger te kiezen voor paus Innocentius VIII, die op 25 juli 1492 was overleden. Als deken van het College van Kardinalen trad Rodrigo de Borja y Borja op, die uiteindelijk tot paus Alexander VI gekozen zou worden.

## Voorgeschiedenis
Het pontificaat van Innocentius VIII werd gedomineerd door de bestuurlijke invloed van Giuliano della Rovere, aan wie hij ook zijn verkiezing tot paus te danken had. Het was dan ook Giuliano die uit naam van de paus verschillende militaire missies aanvoerde, waaronder de oorlog tegen het koninkrijk Napels. Dat Innocentius VIII zelf niet het initiatief had genomen kwam enerzijds door zijn ziektes, anderzijds door het ontbreken van een vertrouwenspersoon uit zijn directe omgeving. In tegenstelling tot zijn voorganger Sixtus IV was de paus niet in staat geweest eigen kardinalen te creëren, dus ook geen nepoten. Pas in 1489 volgde het eerste (en enige) consistorie waarin hij onder andere zijn neef Lorenzo Cibo de’ Mari tot het kardinaalschap verhief.
Tot de meest opmerkelijke daden van Innocentius VIII behoorde de uitvaardiging van zijn bul “Summis desiderantes affectibus” in 1484, waarmee hij een vrijbrief verstrekte aan de Inquisitie om (in het bijzonder in Duitsland, het toenmalige Heilige Roomse Rijk) hard op te treden tegen vermeende hekserij.
Innocentius VIII overleed op 25 juli 1492 en werd begraven in de oude Sint-Pietersbasiliek, waar ter ere van hem een monument door Antonio Pollaiuolo werd vervaardigd.

## Conclaaf

### Kiescollege
Voor het conclaaf waren er 27 kardinalen beschikbaar, waarvan er 4 niet naar Rome afreisden. De samenstelling van de kiesgerechtigde kardinalen was overwegend Italiaans (21 Italiaanse kardinalen tegen 1 Spaanse en 1 Portugese kandidaat), maar werd hoofdzakelijk bepaald, door de wijze waarop iedere kandidaat tot kardinaal verheven was. De belangrijkste vertegenwoordigers van de kerk bleken hun functie te danken te hebben aan één (of een combinatie) van de volgende drie factoren:
| 1. Nepotisme                                                                        | 1. Nepotisme  | 1. Nepotisme                                 | 1. Nepotisme            | 1. Nepotisme |
| ----------------------------------------------------------------------------------- | ------------- | -------------------------------------------- | ----------------------- | ------------ |
| Kardinaal                                                                           | Nationaliteit | Nepoot van/Benoemd door                      | Nepoot van/Benoemd door | Aanwezig     |
| Rodrigo de Borja y Borja                                                            | Spaanse       | Paus Calixtus III                            | Paus Calixtus III       | Ja           |
| Luis Juan del Milà y Borja                                                          | Spaanse       | Paus Calixtus III                            | Paus Calixtus III       | Nee          |
| Francesco Todeschini Piccolomini                                                    | Italiaanse    | Paus Pius II                                 | Paus Pius II            | Ja           |
| Giovanni Battista Zeno                                                              | Italiaanse    | Paus Paulus II                               | Paus Paulus II          | Ja           |
| Giovanni Michiel                                                                    | Italiaanse    | Paus Paulus II                               | Paus Paulus II          | Ja           |
| Giuliano della Rovere                                                               | Italiaanse    | Paus Sixtus IV                               | Paus Sixtus IV          | Ja           |
| Girolamo Basso della Rovere                                                         | Italiaanse    | Paus Sixtus IV                               | Paus Sixtus IV          | Ja           |
| Raffaele Sansoni Riario                                                             | Italiaanse    | Paus Sixtus IV                               | Paus Sixtus IV          | Ja           |
| Domenico della Rovere                                                               | Italiaanse    | Paus Sixtus IV                               | Paus Sixtus IV          | Ja           |
| Lorenzo Cibo de' Mari                                                               | Italiaanse    | Paus Innocentius VIII                        | Paus Innocentius VIII   | Ja           |
| 2. Op voordracht van of ter verbetering van betrekkingen met Europese vorstenhuizen |               |                                              |                         |              |
| Kardinaal                                                                           | Nationaliteit | Op verzoek van                               | Benoemd onder           | Aanwezig     |
| Jorge da Costa                                                                      | Portugese     | Alfons V van Portugal                        | Paus Sixtus IV          | Ja           |
| André d'Espinay                                                                     | Franse        | Karel VIII van Frankrijk                     | Paus Innocentius VIII   | Nee          |
| Pierre d'Aubusson                                                                   | Franse        | Karel VIII van Frankrijk                     | Paus Innocentius VIII   | Nee          |
| 3. Vertegenwoordigers van belangrijke Italiaanse, adellijke families                |               |                                              |                         |              |
| Kardinaal                                                                           | Nationaliteit | Familie                                      | Benoemd onder           | Aanwezig     |
| Oliviero Carafa                                                                     | Italiaanse    | Carafa                                       | Paus Paulus II          | Ja           |
| Giovanni Battista Savelli                                                           | Italiaanse    | Savelli familie                              | Paus Sixtus IV          | Ja           |
| Giovanni Colonna                                                                    | Italiaanse    | Colonna familie                              | Paus Sixtus IV          | Ja           |
| Giovanni de' Conti                                                                  | Italiaanse    | di Segi familie                              | Paus Sixtus IV          | Ja           |
| Giovanni Giacomo Schiaffinati                                                       | Italiaanse    | Milanese adel                                | Paus Sixtus IV          | Ja           |
| Giovanni Battista Orsini                                                            | Italiaanse    | Orsini familie                               | Paus Sixtus IV          | Ja           |
| Ascanio Maria Sforza                                                                | Italiaanse    | broer van Ludovico Sforza, hertog van Milaan | Paus Sixtus IV          | Ja           |
| Paolo di Campofregoso                                                               | Italiaanse    | familie van doge van Genua                   | Paus Sixtus IV          | Nee          |
| Maffeo Gherardo                                                                     | Italiaanse    | van Venetiaanse adel                         | Paus Innocentius VIII   | Ja           |
| Giovanni de' Medici                                                                 | Italiaanse    | op verzoek van Lorenzo I de' Medici          | Paus Innocentius VIII   | Ja           |
| Federico Sanseverino                                                                | Italiaanse    | Als dank voor diensten van vader/adel        | Paus Innocentius VIII   | Ja           |
| Overige kardinalen                                                                  |               |                                              |                         |              |
| Kardinaal                                                                           | Nationaliteit | Opmerking                                    | Benoemd onder           | Aanwezig     |
| Pedro González de Mendoza                                                           | Spaanse       | Een vriend van Rodrigo de Borja y Borja      | Paus Sixtus IV          | Nee          |
| Ardicino della Porta                                                                | Italiaanse    | Lid van de Curie                             | Paus Innocentius VIII   | Ja           |
| Antoniotto Pallavicini                                                              | Italiaanse    | Lid van de Curie                             | Paus Innocentius VIII   | Ja           |

### Papabile
Inzake de eventuele kandidaten die getipt werden voor het pausschap zijn verschillende documenten overgeleverd van verschillende waarnemers.
Als eerste was er de brief die Giovanni Andrea Boccacio, bisschop van Modena en ambassadeur van de hertog van Ferrara –Ercole I d'Este-, stuurde aan Eleonora d’Aragona, hertogin van Ferrara. Als belangrijkste kandidaat werd Ardicino della Porta genoemd, gevolgd door Oliviero Carafa, tegen wie echter veel weerstand bestond van de kant van de koning van Napels, Ferdinand I. Ook de namen van Ascanio Sforza en Rodrigo de Borja werden genoemd, waarbij in geval van de Borja gewezen werd op zijn rijkdommen die hij kon aanwenden om het pausschap te verkrijgen.
De Milanese zaakgelastigde Stefano Taberno meldde aan Ludovico Sforza, hertog van Milaan, ook de naam van Ardicino della Porta, vooral omdat in zijn ogen duidelijk werd, dat de kandidatuur van Giuliano della Rovere gedoemd was te mislukken en dat laatstgenoemde de zijde zou kiezen van de Sforza factie om zo de verkiezing van de Borja te voorkomen.
Als laatste bron voor papabile kandidaten gold Bernardo Corio, een Milanees historicus. Ook hij kwam tot de conclusie, dat Giuliano della Roveres kansen miniem waren, voortkomend uit zijn sympathie voor Frankrijk en de invloed die hij had gehad tijdens het pontificaat van de onlangs overleden paus. Als kanshebber gold opnieuw Ardicino della Porta, maar ook Ascanio Sforza werd genoemd.
Frankrijk en de republiek Genua steunden echter Giuliano della Rovere, wat bleek uit de gelden die zij beschikbaar stelden voor hun kandidaat om daarmee andere kardinalen over de streep te halen. De 300.000 dukaten, een voor die tijd ongekend hoog bedrag, zou echter in het niets vallen ten opzichte van de beschikbare middelen waarover Rodrigo de Borja beschikte en die hij ook zou aanwenden.

### Verloop
Het conclaaf speelde zich in 1492 voor het eerst voor een groot gedeelte af in de Sixtijnse Kapel. Op 6 augustus, na de Heilige Mis -opgedragen aan de Heilige Geest en voorgegaan door Giuliano della Rovere- trokken de kardinalen zich terug voor de eerste besprekingen. Voorafgaand aan hun isolement binnen de muren van het Vaticaan waren verschillende maatregelen genomen om eventueel oproer binnen de stad te kunnen weerstaan. Hiervoor waren functionarissen aangesteld, die moesten toezien op de veiligheid binnen de stad Rome en op de veiligheid in het Vaticaan in het bijzonder. Opmerkelijk hierbij was de aanstelling van een Spaanse aartsbisschop, Gonzalo Fernandez de Heredia.
Ook de oproep van een van de prelaten waarin de taken en plichten voor de kardinalen voor de keuze van een nieuwe paus bekendgemaakt werden werd niet zoals te doen gebruikelijk voorgelezen door de secretaris van de pas overleden pontifex, maar in 1492 werd de ambassadeur van Castilië en Aragon, Bernardino Lopez de Carvajal, deze eer gegund. Vele zagen deze twee Spaanse benoemingen als een voorbode voor wat zou komen.
Van de gebruikelijke afspraken die de kardinalen onderling maakten voorafgaand aan het conclaaf, waaraan de nieuwe paus (theoretisch) gebonden was ze uit te voeren, is weinig overgeleverd. Bekend is alleen, dat de kardinalen erop stonden dat de nieuwe paus het aantal kardinalen tot het maximum van 24 zou handhaven, iets waaraan Alexander VI na zijn benoeming zich niet zou houden (zie: “Nasleep”).
Hoewel de feitelijke stemmingen op 7 augustus zouden plaatsvinden, begon Rodrigo de Borja vanaf 6 augustus actief kardinalen voor zich te winnen, te beginnen bij Ascanio Sforza. Voor het omkopen van medestanders kon de Borja beschikken over enorme geldbedragen alsmede vele andere beneficiën, waaronder bisdommen en kloosters in commendam. Een indruk van de kardinaal-bisschops jaarlijkse inkomsten geeft het hiergenoemde, zij het verre van volledig zijnde, overzicht.
| Plaats                 | Inkomen (in dukaten) |
| ---------------------- | -------------------- |
| Abdij Aquila           | 1.000                |
| Porto en Santa Ruffina | 1.200                |
| Abdij Subiaco          | 2.000                |
| Spanje, 16 bisdommen   | 16.000               |
| Cartagena              | 7.000                |
| Mallorca               | 6.000                |
| Totaal                 | 33.200               |

Ascanio Sforza, die ook de pauselijke troon ambieerde, werd door Rodrigo overgehaald door hem zilver aan te bieden (gesproken werd over 4 zwaar bepakte muilezels met geldzakken), maar hem ook de positie van vicekanselier aan te bieden, waarmee hij de rechterhand van de paus zou worden. Om Sforza definitief over de streep te halen werd hem het kasteel van Nepi en het bestuur van het bisdom Erlau aangeboden, goed voor een jaarinkomen van 10.000 dukaten.
Rodrigo’s volgende stap was het winnen van de Romeinse kardinalen uit de families Orsini en Colonna, waarbij hij moest toezien dat geen van beide partijen zich ook maar enigszins benadeeld zouden kunnen voelen. Aan Giovanni Orsini werden de versterkte steden van Monticelli en Soriano aangeboden, alsmede het legaatschap over de Marches. Aan Giovanni Colonna werd daarop de abdij van Subiaco (Subiaco) met de daarbij behorende dorpen aangeboden. Door deze actie slaagde Rodrigo erin de normaliter rivaliserende partijen in één kamp te brengen.
Aan de kardinaal van de familie Savelli werd vervolgens de stad Civita Castellana geschonken en het bestuur van het bisdom Mallorca.
Aan de kardinalen Conti en della Porta, die toch al tot het kamp van Sforza behoorden en daarom ook zijn kandidaat zouden steunen, werden geen toezeggingen gedaan. De kardinalen Pallavicini, Michiel en Sclafenati, die alleen uit waren op persoonlijk gewin, werden diverse kloosters en bisdommen in commendam geschonken. Zelfs de familieleden van Giuliano della Rovere, Raffaele Riario en Domenico della Rovere, gingen uiteindelijk voor de beloften van de Spaanse kardinaal, nadat aan hen ook diverse toezeggingen waren gedaan.
Tegen dit offensief was Giuliano della Rovere niet opgewassen en moest al snel toegeven, dat zijn grootste rivaal, die hij als vijand zag, alle kaarten in handen had, hoewel dit in de eerste drie stemmingsronden nog niet duidelijk naar voren kwam. Het maximale aantal stemmen dat Rodrigo tijdens deze stemmingen kreeg was 8. Op 10 augustus laat was deze situatie echter drastisch veranderd; 14 stemmen waarop Rodrigo kon rekenen, met nog maar 1 te gaan.
Om deze laatste stem binnen te halen was slechts 1 kandidaat geschikt: Maffeo Gherardo, de patriarch van Venetië. Hoewel men wist, dat de Republiek Venetië zich niet schikte in de verkiezing van een Spaanse paus, werd Gherardo als een gewillig slachtoffer gezien mede doen zijn hoge leeftijd en afnemende verstandelijke vermogens. Urenlange gesprekken met de vermoeide Gherardo, die als laatste kardinaal zich bij het kiescollege had aangesloten, leverde uiteindelijk op, dat hij instemde met de keuze van Rodrigo. De afmatting van deze oude kardinaal werd vastgelegd door twee vertegenwoordigers, die het voorval melden aan respectievelijk de hertogen van Ferrara en Milaan.
Na de Heilige Mis op 11 augustus 1492 vond de laatste stemming plaats en werd Rodrigo de Borja gekozen. Door middel van een aanvullende stemming, de accessus, kozen de kardinalen unaniem voor de Spaanse kardinaal, die zijn verkiezing accepteerde nadat Oliviero Carafa –de nieuwe Deken- hem daarom gevraagd had.

### Nasleep

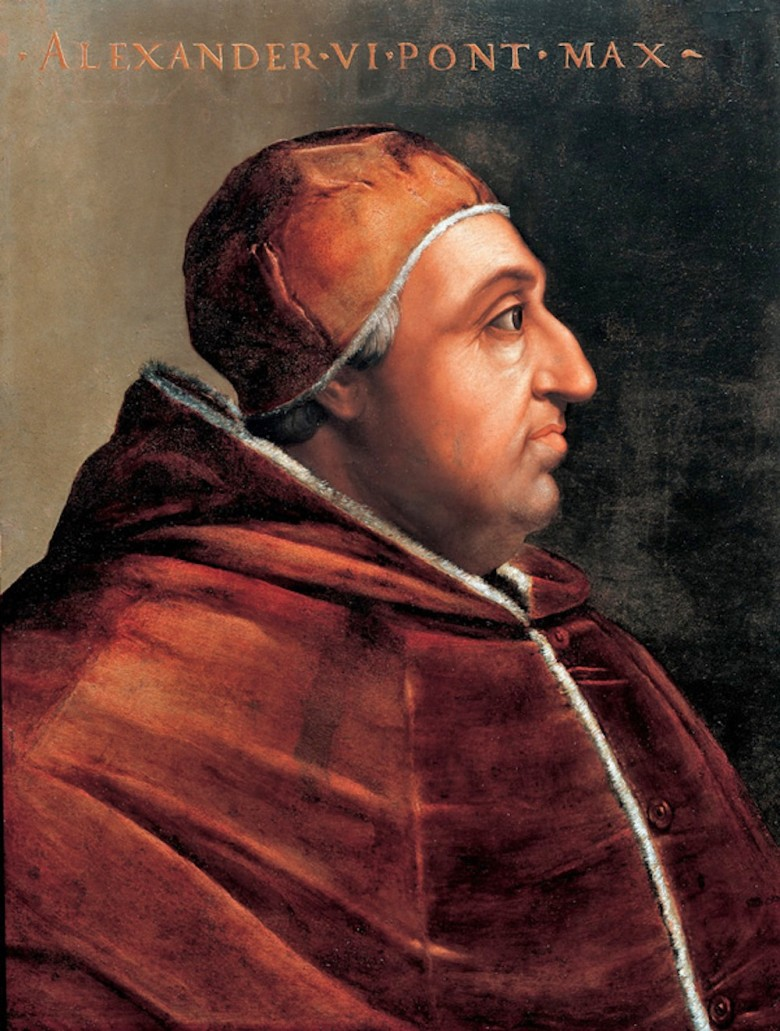
Alexander VI

Op 26 augustus 1492 werd Rodrigo de Borja y Borja gekroond tot paus door Francesco Todeschini-Piccolomini. Bij zijn ambtaanvaarding had hij de naam Alexander VI aangenomen. Hiermee was de Borja’s ambitieuze plan om in de voetsporen van zijn oom, paus Calixtus III, te treden en het hoogste kerkelijke ambt te bekleden geslaagd. De grootschalige omkooppraktijken, een veel gebruikt middel in die tijd voor de keuze van een nieuwe paus -zie ook "Conclaaf van 1484" - zouden pas na de verkiezing van Giuliano della Rovere tot paus Julius II in 1503 aan de kaak gesteld worden en door hem verboden worden via zijn pauselijke bul Cum tanto Divino.
Het pontificaat van Alexander zou gekenmerkt worden door grootschalig nepotisme, en niet alleen op kerkelijk gebied; naast zijn verantwoordelijkheden aan de kerk moest hij immers ook zijn grote familie onderhouden. Qua kerkelijke benoemingen –kardinaalschappen- verhief Alexander 43 kardinalen, waarvan 10 tot zijn directe familie behoorden.
Bij de dood van Alexander VI in 1503 – wat in Rome leidde tot een zucht van opluchting – bleek uit de samenstelling van het kiescollege de invloed die de Spaanse paus hierop had gehad:
| Nationaliteit | Conclaaf 1492 | Conclaaf 1503 |
| ------------- | ------------- | ------------- |
| Italiaanse    | 21            | 22            |
| Spaanse       | 1             | 11            |
| Franse        | -             | 2             |
| Portugese     | 1             | 1             |
| Griekse       | -             | 1             |
| Totaal        | 23            | 37            |

Pausverkiezingen: 1061 · 1073 · 1086 · 1088 · 1099 · 1118 · 1119 · 1124 · 1130 · 1143 · 1144 · 1145 · 1153 · 1154 · 1159 · 1181 · 1185 · 1187 (okt.) · 1187 (dec.) · 1191 · 1198 · 1216 · 1227 · 1241 · 1243 · 1254 · 1261 · 1264-1265 · 1268-1271

Conclaven: 1276 (jan.) · 1276 (juli) · 1276 (aug.) · 1277 · 1280-1281 · 1285 · 1287-1288 · 1292-1294 · 1294 · 1303 · 1304-1305 · 1314-1316 · 1334 · 1342 · 1352 · 1362 · 1370 · 1378 · 1389 · 1404 · 1406 · 1417 · 1431 · 1447 · 1455 · 1458 · 1464 · 1471 · 1484 · 1492 · 1503 (sept.) · 1503 (okt.) · 1513 · 1521-1522 · 1523 · 1534 · 1549-1550 · 1555 (apr.) · 1555 (mei) · 1559 · 1565-1566 · 1572 · 1585 · 1590 (sept.) · 1590 (okt.) · 1591 · 1592 · 1605 (mrt.) · 1605 (mei) · 1621 · 1623 · 1644 · 1655 · 1667 · 1669-1670 · 1676 · 1689 · 1691 · 1700 · 1721 · 1724 · 1730 · 1740 ·
1758 · 1769 · 1774-1775 · 1799-1800 · 1823 · 1829 · 1830-1831 · 1846 · 1878 · 1903 · 1914 · 1922 · 1939 · 1958 · 1963 · 1978 (aug.) · 1978 (okt.) · 2005 · 2013